# クアルコム・スタジアム
サンディエゴ・スタジアム（San Diego Stadium）は、アメリカのカリフォルニア州サンディエゴにかつて存在したスタジアム。2016年まではNFLのサンディエゴ・チャージャーズのホームスタジアムであった。また、MLBのサンディエゴ・パドレスも1969年から2003年までここを本拠地球場にしていた。
MLBオールスターゲーム、ワールドシリーズ、スーパーボウルのそれぞれで複数回開催地となった唯一のスタジアムである。

## スタジアムの歴史
1967年にサンディエゴ・スタジアム（San Diego Stadium）として開場。この年はチャージャーズのみが使用していたが、翌1968年からは野球との兼用となりマイナーリーグの試合も開催された。そして1969年、MLBの拡張新球団パドレスが誕生し、サンディエゴ・スタジアムを本拠地として使用するようになった。
1981年、地元紙サンディエゴ・ユニオンの運動部長で、このスタジアムの建設や大リーグ球団誘致に尽力したジャック・マーフィーが死去。この功労者を称え、スタジアム名をジャック・マーフィー・スタジアム（Jack Murphy Stadium）に変更した。財政難に陥った1997年にはクアルコム社との命名権取引を20年1800万ドルで成立させ、クアルコム・スタジアム（Qualcomm Stadium）になった。
2003年を最後にパドレスはペトコ・パークへ移転。9月28日の最終戦終了後、60,000人を超える観衆の前でホーム・プレートが外され、ペトコ・パーク建設地へ運ばれた。その後パドレスの選手・OBを集めてセレモニーが行われ、花火が打ち上げられたのち消灯。この瞬間、クアルコム・スタジアムは再びアメリカンフットボール専用スタジアムに戻った。なおこの年はNFLの第37回スーパーボウルも開催されているが、基はサンフランシスコのキャンドルスティック・パークで予定されていたものが、諸事情により返上し、当地に会場変更となったものである。
2016年シーズンを最後に、チャージャーズはロサンゼルスに移転した。
2017年6月17日、サンディエゴ・カウンティ信用組合（SDCCU）とネーミングライツを契約し、同年9月17日からスタジアムが閉場するまでの間SDCCUスタジアムという名称に変更。
2020年6月30日、サンディエゴ市はスタジアムをサンディエゴ州立大学に売却することを承認し、2020年8月10日に大学が正式に管理権を取得した。2020年12月から解体工事に着手し、翌年解体が完了した。

## 主要な出来事

### アメリカン・フットボール
- 1967年8月20日、ライオンズとのプレシーズン・マッチで開場。
- 1967年9月9日、ペイトリオッツ戦でNFL公式戦初開催。
- 1988年1月31日、スーパーボウルXXII開催（レッドスキンズ 42 - 10 ブロンコス）。
- 1998年1月25日、スーパーボウルXXXII開催（ブロンコス 31 - 24 パッカーズ）。
- 2003年1月26日、スーパーボウルXXXVII開催（バッカニアーズ 48 - 21 レイダース）。
- 2017年1月2日、チャージャーズが最後の公式戦を開催。

### 野球

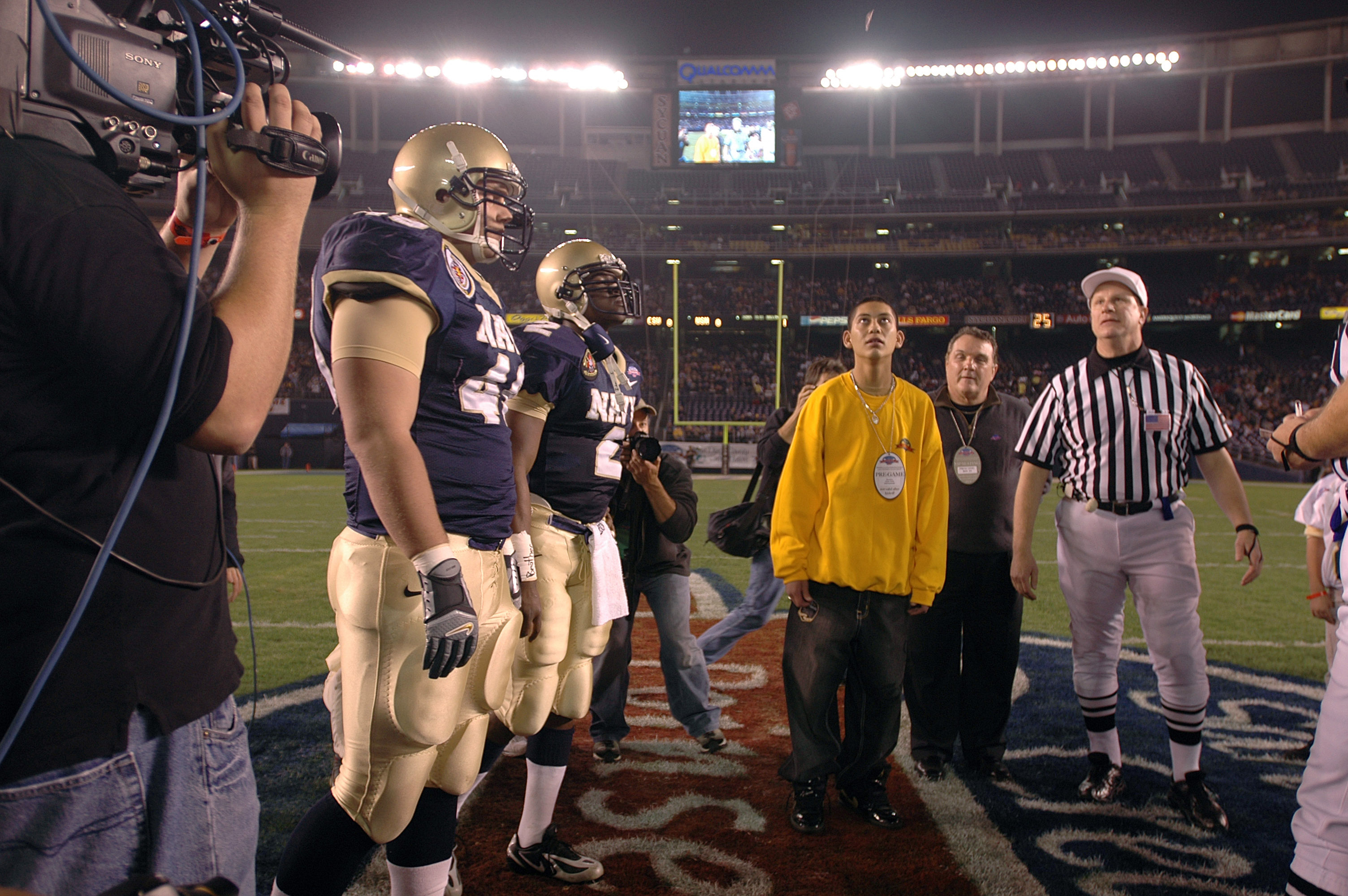
ポインセチアボウルでのコイントスの様子

- 1969年4月8日、アストロズ戦でMLB公式戦初開催（パドレス 2 - 1 アストロズ）。
- 1969年9月22日、ジャイアンツのウィリー・メイズが通算600本塁打を達成した。大リーグ史上2人目。
- 1970年6月12日、パイレーツのドック・エリスがノーヒットノーランを達成した（パイレーツ 2 - 0 パドレス）。
- 1977年8月29日、カージナルスのルー・ブロックが大リーグ史上最多（当時）の通算839盗塁を達成した。
- 1978年7月11日、オールスターゲーム開催（ナ 7 - 3 ア）。
- 1988年9月28日、ドジャースのオーレル・ハーシュハイザーが59イニング連続無失点を記録。ドン・ドライスデールの持つ58回2/3イニング連続無失点の記録を破った。
- 1979年6月29日、大人気だったマスコット、サンディエゴ・チキンの復活イベント（"The Grand Hatching"）に47,000人が集まった。
- 1992年7月14日、オールスターゲーム開催（ア 13 - 6 ナ）。マリナーズのケン・グリフィー・ジュニアがMVPを獲得し、史上初めて親子でオールスターMVPとなった。
- 2001年5月12日、マーリンズのA.J.バーネットがノーヒットノーランを達成した（マーリンズ 3 - 0 パドレス）。
- 2001年9月3日、カージナルスのバド・スミスがノーヒットノーランを達成した（カージナルス 4 - 0 パドレス）。
- 2001年10月7日、トニー・グウィンの引退試合で、リッキー・ヘンダーソンが通算3000安打を達成した。
- ワールドシリーズ開催：1984年、1998年
- 2003年9月28日、ロッキーズ戦でMLB最終戦（ロッキーズ 10 - 8 パドレス）。